# Geistestaufe
Die Geistestaufe, eigentlich „Taufe im Heiligen Geist“, bedeutet die in der Bibel beschriebene Taufe durch Jesus Christus am Gläubigen, wie sie von Johannes dem Täufer vorausgesagt wurde und an Pfingsten erstmals auftrat sowie die auch wiederholt auftretende Zurüstung zum Dienst mit Heiligem Geist gemäß Apostelgeschichte.
In evangelikalen Glaubensgemeinschaften des Dispensationalismus, d. h. Gemeinden, in denen die Bibel heilsgeschichtlich gesehen wird, wird die Geistestaufe als ein mit der Wiedergeburt identisches Ereignis betrachtet. Dies wird mit den Bibelstellen 1Kor 12,13  und Apg 11,1–18  begründet. In pfingstlerischen und charismatischen Gemeinden jedoch wird sie als separates Ereignis gesehen. Dies wird vor allem mit der Bibelstelle Apg 8,15–17  begründet.

## Pfingstbewegung
In einem Teil der Pfingstbewegung gilt die Geistestaufe als eine konkret erlebbare, von der Bekehrung und der Wassertaufe unabhängige, eigenständige und wiederholbare Erfahrung. Die Voraussetzung zum Empfang der Geistestaufe ist die stattgefundene Bekehrung und die dabei erlebte Wiedergeburt im Geist. Der wiedergeborene Christ kann die Geistestaufe kurz darauf oder auch erst viele Jahre nach Bekehrung und Wiedergeburt empfangen. Bei der Geistestaufe erfüllt der Heilige Geist den Gläubigen mit Kraft zum Dienst. Sie kann durch Handauflegung vermittelt werden, aber auch spontan auftreten oder alleine im Gebet gesucht und empfangen werden. Während der Geistestaufe zeigen die Betroffenen zumeist Geistesgaben als Zeichen. Als äußeres, sichtbares Zeichen wird häufig erwartet, dass der Betroffene die Gabe der Zungenrede erhält, dieses Zeichen wird jedoch nicht explizit gefordert. Sichtbare Zeichen in Form von Geistesgaben gehören in der Pfingstbewegung zum vollen Evangelium, gelten aber nicht als heilsnotwendig. Gewisse charismatische Bibellehrer (z. B. Dr. Wolfhard Margies) vertreten die Auffassung, dass  zwischen Geisteserfüllung und Geistestaufe zu unterscheiden sei. Nach deren Ansicht stellt die Geistestaufe als einmaliges Erlebnis den Abschluss der erstmaligen Geisteserfüllung dar. Die Geisteserfüllung hingegen ist eine wiederholbare Erfahrung.
Ein anderer Teil der Pfingstbewegung betrachtet die Geistestaufe als einmaliges historisches Ereignis in Raum und Zeit, nämlich das Pfingstwunder schlechthin: das Ausgießen des Heiligen Geistes auf die Jünger, die zu jenem Zeitpunkt, im Jahr 33 nach Christus, in Jerusalem versammelt waren (Apg 2,1 ). Dabei geht es nicht um eine Heilserfahrung, sondern um die Zurüstung zum Dienst für die damaligen Gläubigen. Davon zu unterscheiden ist das Getauftwerden mit dem Heiligen Geist des einzelnen Gläubigen, wobei es betreffend der Zeit, wo dies geschieht (Zeitpunkt wie Zeitraum), verschiedene Unter-Auffassungen gibt. Pfingstereignis und Pfingsterfahrung seien jedenfalls verschiedene Dinge.

## Protestantismus
Im evangelikalen Protestantismus wird die Geistestaufe meist mit der Wiedergeburt gleichgesetzt, der Buße, Umkehr und Glaube vorausgehen müssen. Gott bietet sie dem Menschen als unverdientes Geschenk (Gnade) an, dieser muss es jedoch bewusst annehmen. Auch die Pfingstbewegung sieht sich im Zeichen evangelikaler, protestantischer Tradition und sieht die Versiegelung mit Heiligem Geist bei der Wiedergeburt als spezielle, weil einmalige Form der Geistestaufe an, die jedoch von der wiederholbaren Zurüstung mit Heiligem Geist zu unterscheiden ist. Ausnahmen bilden hier die im Protestantismus zahlreich vorhandenen charismatischen Gemeinden, welche sich teilweise an die Position der Pfingstbewegung anlehnen.
Im klassischen Protestantismus ist von der Geistestaufe weniger die Rede. Die Wiedergeburt geschieht hier bei der Wassertaufe (Vgl. Joh 3,5 ), die meist am Säugling vollzogen wird. Ein „Ja“ des Täuflings kann für den gültigen Vollzug der Taufe durch den stellvertretenden Glauben der Eltern und Paten vorweggenommen werden. Jedoch wird eine spätere Bestätigung des Getauften (ein bewusstes „Ja“ zu Gott) erwartet und wird oft in der Konfirmation veranschaulicht.

## Neuapostolische Kirche
In der Neuapostolischen Kirche wird neben der Wassertaufe und dem Abendmahl die „Heilige Versiegelung“ als drittes Sakrament gespendet. Nach diesem Verständnis strömt unter dem Ritus der Handauflegung durch einen ordinierten Apostel der Heilige Geist in den Gläubigen über und verleiht ihm damit den Status der Gotteskindschaft.

## Das Consolamentum bei den Katharern
Bei den Katharern, die die Wassertaufe ablehnten, bestand die Aufnahmezeremonie in den Kreis der Perfecti im Consolamentum, das nach  Röm 1,12  und Kol 2,2  auch Geisttaufe genannt wurde. Das Consolamentum galt als einziger Weg zum Heil. Ihm ging ein Noviziat voraus. Das Consolamentum wurde in einem feierlichen Akt vollzogen, an dem – unter der Leitung des Bischofs oder des ältesten Katharers der Gemeinde oder der Umgebung – alle Katharer teilnahmen, die das Consolamentum schon erhalten hatten. Die Übergabe des Consolamentums vollzog sich, nach Vergebung der Sünden und der Übergabe des Vaterunsers an den Novizen, durch Auflegen des Johannesevangeliums auf den Kopf des Kandidaten. Nacheinander berührten die Anwesenden den Kopf des Novizen und übertrugen somit den Geist der Erkenntnis auf ihn. Frauen konnten das Consolamentum ebenso wie Männer empfangen und weitergeben. Beging ein Perfectus eine Sünde, war nicht nur sein Consolamentum hinfällig, sondern auch diejenigen Geisttaufen, die von dem Sünder gespendet wurden.